# Nothing but Heartaches
Nothing but Heartaches è un singolo del gruppo femminile statunitense The Supremes, pubblicato nel 1965 dalla Motown.
Il brano è stato scritto dal trio di autori Holland-Dozier-Holland.

## Tracce
- 7"

1. Nothing but Heartaches
2. He Holds His Own

## Formazione
- Diana Ross - voce
- Florence Ballard - cori
- Mary Wilson - cori
- The Funk Brothers - strumenti